# جزيرة رأس الحديد
جزيرة رأس الحديد (بالإنجليزية: Iron cap Island)‏ هي جزيرة تقع في البحر الأبيض المتوسط شمال غرب مدينة المرسى بولاية سكيكدة شمال شرق الجزائر، بالتحديد أمام الرأس الساحلي رأس الحديد، تبلغ مساحة الجزيرة حوالي 0.75 هكتار وتحيط بها جزر أصغر وصخور بحرية.